# War, Inc.
Pour plus de détails, voir Fiche technique et Distribution.
War, Inc. ou Assassins, Inc. au Québec (War, Inc.) est un film américain de Joshua Seftel sorti en 2008.

## Synopsis
Un tueur à gages est chargé d'assassiner un ministre au Moyen-Orient. Il endosse l'identité d'un producteur, chargé d'organiser le mariage d'une star locale et d'un homme politique.

## Fiche technique
- Titre original : War, Inc.
- Titre français et québécois : Assassins, Inc.
- Titre de travail : Brand Hauser : Stuff Happens
- Réalisation : Joshua Seftel
- Scénario : Mark Leyner, Jeremy Pikser et John Cusack
- Musique : David Robbins
- Photographie : Zoran Popovic
- Montage : Michael Berenbaum
- Production : John Cusack, Danny Lerner, Grace Loh et Les Weldon
- Société de production : New Crime Productions, B & W Films, Boyana Film Studios, Millennium Films et Nu Image Entertainment
- Société de distribution : First Look International (États-Unis)
- Pays :  États-Unis
- Genre : Action, comédie et thriller
- Durée : 107 minutes
- Dates de sortie : 
  - États-Unis : 13 juin 2008
  - France : 7 juin 2011 (VOD)

## Distribution
VF = Version Française et VQ = Version Québécoise
- John Cusack (VF : Patrick Mancini et VQ : Pierre Auger) : Brand Hauser
- Marisa Tomei (VQ : Isabelle Leyrolles) : Natalie Hegalhuzen
- Joan Cusack (VQ : Élise Bertrand) : Marsha Dillon
- Hilary Duff (VQ : Catherine Bonneau) : Yonica Babyyeah
- Ben Kingsley (VF : Gérard Rinaldi et VQ : Jacques Lavallée) : Walkeinbaum
- Dan Aykroyd (VQ : Mario Desmarais) : le Vice-Président

## Autour du film
- Il s'agit du premier long-métrage de Joshua Seftel après qu'il a mis en scène plusieurs courts-métrages.
- Le film a reçu un mauvais accueil par la presse américaine lors de sa sortie en salle[réf. souhaitée].
- En France, le film est sorti directement en DVD avec les piste audio anglaises et francophones canadiennes.